# Hana Lišková
Hana Lišková (4. června 1952, Praha) je bývalá česká sportovní gymnastka, reprezentantka Československa a držitelka stříbrné medaile v soutěži družstev žen z LOH 1968. Byla účastnicí i LOH 1972, kde skončila s družstvem na 5. místě.